# Nusplingen
Nusplingen là một thị xã nằm ở huyện Zollernalbkreis thuộc bang Baden-Württemberg, Đức.